# Giacomo Orefice
Giacomo Orefice (geb. 27. August 1865 in Vicenza; gest. 22. Dezember 1922 in Mailand) war ein italienischer Pianist und Komponist.

## Leben und Werk
Giacomo Orifice war Schüler von Alessandro Busi und Luigi Mancinelli am Konversatorium in Bologna. Er erwarb auch einen Doktor juris. Von 1909 an lehrte er Komposition am Konversatorium G. Verdi zu Mailand. 1920 wurde er Kritiker an der Zeitung Il Seculo.
In der von Gino Tagliapietra herausgegebenen Anthologie alter und neuer Musik für Klavier (Ricordi) fanden sein Preludio e Fuga un soggetto di Meyerbeer Aufnahme.

## Werke (Auswahl)
(Tagliapietra, X)
- 9 Opern
- Neubearbeitung der Oper Orfeo von Monteverdi
- eine Symphonie
- Sinfonia del Bosco
- Laudi francescane
- Anacreaontiche
- Varationen für Quintett
- Trio in c-Moll
- Preludi di Mare (für Klavier)
- Miraggi (für Klavier)
- Quadri di Böcklin (Gemälde von B.) (für Klavier)
- Crepuscoli (Dämmerung) (für Klavier)
- Preludio e Fuga (für Klavier, über ein Thema von Meyerbeer)